# Justiniano Casas Peláez
Justiniano Casas Peláez (Granucillo, Província de Zamora, 25 de febrer de 1915 - Saragossa, Aragó, 15 de desembre de 1998) va ser un físic i professor espanyol, president del Consell Superior d'Investigacions Científiques (CSIC) entre 1977 i 1978.

## Biografia
Després de cursar els estudis de Magisteri (1935) a Palència, i Matemàtiques (1946) a Salamanca i Madrid, estudià Físiques (1949) i es doctorà per la Universitat de Madrid el 1951.
Des del 1934 fins al 1954 va exercir la docència en diferents nivells, com a mestre nacional, professor d'ensenyament mitjà i professor ajudant d'universitat. S'inicià en la investigació al CSIC, com a becari de l'Institut Daza de Valdés i col·laborador científic de l'Institut Torres Quevedo. Des del 1954 fins a la seva jubilació, el 1985, fou Catedràtic d'Òptica i Degà de la Facultat de Ciències. Més endavant for Rector de la Universitat de Saragossa i president del Consell Superior d'Investigacions Científiques durant la transició democràtica, entre el febrer de 1977 i el març de 1978.
Fou membre de diverses institucions científiques, essent nomenat Acadèmic de la Reial Acadèmia de Ciències de Saragossa el 18 de novembre de 1956, i prenent possessió el 6 de febrer de 1957, amb un discurs sobre formació i valoració de la imatge òptica. D'aquesta institució fou president entre el 1975 i el 1984. Fou membre de la Societat Espanyola d'Òptica, de la qual també va ser president entre els anys 1981 i 1984. Va ser President de l'Acadèmia des del 1975 fins al 1984. Fou corresponent de la Reial Acadèmia de Ciències Exactes, Físiques, i Naturals (1969)

## Reconeixements[1]
- Gran Creu d'Alfons X el Savi (1969)[4]
- Premi Nacional de Física
- Medalla d'Or de la Universitat de Saragossa (1998)
- Premi Aragó d'Investigació Cientificotècnica (1989)[5]